# Кудрат Улла Шахаб
Кудрат Улла Шахаб (араб. قدرت الله شهاب‎, англ. Qudrat Ullah Shahab; 26 февраля 1917, Гилгит, Британская Индия — 24 июля 1986, Исламабад, Пакистан) — пакистанский государственный деятель, дипломат, писатель
 на урду.

## Биография
Учился в Англо-восточном колледже Мухаммеда, благодаря покровительству сэра Саиду Ахмед-хану. Позже переехал из Алигарха и поселился в Гилгите.
Впервые стал известным в 1933 году, когда написанное им эссе было награждено главным призом на международном конкурсе, организованном Ридерз Дайджест в Лондоне, прислав статью на 35 страниц, которая заняла первое место среди 19 000 участников. В 1935 году получил степень в области естественных наук, затем степень бакалавра наук. Работал редактором раздела урду английского журнала. 
В 1941 году стал первым мусульманином из Джамму и Кашмира, получившим квалификацию британско-индийской государственной службы.
После раздела субконтинента переехал в Карачи, и был назначен заместителем министра (импорт и экспорт) Министерства торговли вновь созданного независимого государства Пакистан. Способствовал формированию «Свободного правительства Кашмира». Был заместителем комиссара Джанга, первым генеральным секретарём (позже эта должность была переименована в главного секретаря) правительства Джамму и Кашмир. 
Служил генеральным секретарём при Генерал-губернаторе Пакистана Гуламе Мухаммаде, президентах Искандере Мирзе и Мухаммеде Айюб Хане. 
В 1962 году был послом Пакистана в Нидерландах, затем министром информации Пакистана и министром образования Пакистана.

## Избранные произведения
- Shahab Nama شہاب نامہ – автобиография
- Ya khuda,یا خُدا – роман
- Mān̲ jī, ماں جی – сборник рассказов
- Surk̲h̲ fītāh, سُرخ فِیتہ – сборник рассказов
- Nafsāne, نفسانے – сборник рассказов
- Shahāb nagar, شہاب نگر – литературный сборник
- Pathans – очерк о пуштунах

## Память
В марте 2013 года почта Пакистана выпустила марку номиналом 15 рупий с его изображением.